# Poliakovce
Poliakovce (bis 1927 slowakisch „Poľákovce“; ungarisch Tapolylengyel – bis 1907 Polyakóc) ist eine Gemeinde im Osten der Slowakei mit 378 Einwohnern (Stand 31. Dezember 2024). Sie gehört zum Okres Bardejov, einem Kreis des Prešovský kraj, und wird zur traditionellen Landschaft Šariš gezählt.

## Geographie
Die Gemeinde befindet sich in den Niederen Beskiden, noch genauer im Bergland Ondavská vrchovina, im Tal der Topľa an deren rechten Ufer. Das Ortszentrum liegt auf einer Höhe von 226 m n.m. und ist 13 Kilometer von Bardejov entfernt (Straßenentfernung).
Nachbargemeinden sind Brezovka im Norden, Dubinné im Osten, Nemcovce und Hankovce im Süden, Vyšná Voľa im Westen und Hrabovec im Nordwesten.

## Geschichte
Poliakovce entstand im 14. Jahrhundert nach deutschem Recht in der Herrschaft von Kurima und wurde zum ersten Mal 1414 als Polyak schriftlich erwähnt. Weitere historische Bezeichnungen sind unter anderen Polakowycz (1454), Polyakocz (1618) und Polakowcze (1773). 1427 war keine Steuer fällig, der Ort lag damals in der Herrschaft von Makovica. Im frühen 17. Jahrhundert gab es je eine Säge und Walkmühle in Poliakovce.
1787 hatte die Ortschaft 54 Häuser und 322 Einwohner, 1828 zählte man 56 Häuser und 435 Einwohner, die als Viehhalter, Waldarbeiter beschäftigt waren und stellten Schwellen her. Im Zeitraum 1850–1890 wanderten viele Einwohner aus.
Bis 1918 gehörte der im Komitat Sáros liegende Ort zum Königreich Ungarn und kam danach zur Tschechoslowakei beziehungsweise heute Slowakei. In der Zeit der ersten tschechoslowakischen Republik verblieben die Einwohner bei traditionellen Haupteinnahmequellen. Nach dem Zweiten Weltkrieg pendelte ein Teil der Einwohner zur Arbeit in Industriebetriebe in Bardejov und Košice, die örtliche Einheitliche landwirtschaftliche Genossenschaft (Abk. JRD) wurde im Jahr 1959 gegründet.

## Bevölkerung
| Jahr                | 1994 | 2004    | 2014    | 2024    |
| ------------------- | ---- | ------- | ------- | ------- |
| Anzahl der Personen | 397  | 372     | 368     | 378     |
| Unterschied         |      | −6,29 % | −1,07 % | +2,71 % |

| Jahr                | 2023 | 2024 |
| ------------------- | ---- | ---- |
| Anzahl der Personen | 378  | 378  |
| Unterschied         |      | +0 % |

Nach der Volkszählung 2011 wohnten in Poliakovce 373 Einwohner, davon 370 Slowaken sowie jeweils ein Russine und Ukrainer. Ein Einwohner machte keine Angabe zur Ethnie.
339 Einwohner bekannten sich zur römisch-katholischen Kirche, 23 Einwohner zur griechisch-katholischen Kirche, sechs Einwohner zur Evangelischen Kirche A. B. und vier Einwohner zu den Zeugen Jehovas. Bei einem Einwohner wurde die Konfession nicht ermittelt.

## Baudenkmäler
- römisch-katholische Josefskirche im klassizistischen Stil aus dem Jahr 1830, 1901 erneuert[6]

## Verkehr
Nach Poliakovce führt nur die Cesta III. triedy 3512 („Straße 3. Ordnung“) als Abzweig der Cesta III. triedy 3533 von Bardejov (Anschluss an die Cesta I. triedy 77 („Straße 1. Ordnung“)) nach Kučín.